# Badolato
Badolato é uma comuna italiana da região da Calábria, província de Catanzaro, com cerca de 3.314 habitantes. Estende-se por uma área de 34 km², tendo uma densidade populacional de 97 hab/km². Faz fronteira com Brognaturo (VV), Isca sullo Ionio, San Sostene, Santa Caterina dello Ionio.

## Demografia
| Variação demográfica do município entre 1861 e 2011                               |
|                                                                                   |
| Fonte: Istituto Nazionale di Statistica (ISTAT) - Elaboração gráfica da Wikipedia |